# Luke Matheny
Luke Matheny (* 23. Dezember 1976 in Wilmington) ist ein US-amerikanischer Schauspieler, Drehbuchautor und Regisseur.

## Leben
Matheny studierte zunächst bis 1997 an der Medill School of Journalism der Northwestern University in Illinois und war anschließend als Journalist tätig. Er absolvierte schließlich das Graduate Film Program der New York University. Sein Abschlussfilm wurde 2010 God of Love, bei dem er Regie führte, das Drehbuch schrieb und als Hauptdarsteller auftrat. Der Film erhielt 2010 die Goldmedaille der Student Academy Awards und wurde 2011 mit einem Oscar als Bester Kurzfilm ausgezeichnet.
Obwohl Matheny nach der Verleihung andeutete, keine weiteren Kurzfilme drehen zu wollen, veröffentlichte er 2011 mit The Date einen weiteren Kurzfilm. Seit 2012 dreht Matheny sein Langfilmdebüt Lovesick mit Matt LeBlanc in der Hauptrolle. Matheny trat auch im Pilot zur Amazon-Studios-Original-Serie Gortimer Gibbon – Mein Leben in der Normal Street als Regisseur in Erscheinung.

## Filmografie
- 2003: A Place in France
- 2007: Earano
- 2010: God of Love
- 2011: The Date
- 2013: Maron (TV-Serie, 5 Folgen)

## Auszeichnungen
- 2010: Goldmedaille, Student Academy Awards, für God of Love
- 2010: Jurypreis, Woodstock Film Festival, für God of Love
- 2011: Oscar, Bester Kurzfilm, für God of Love